# Parectopa lyginella
Parectopa lyginella är en fjärilsart som först beskrevs av Edward Meyrick 1880.  Parectopa lyginella ingår i släktet Parectopa och familjen styltmalar. Inga underarter finns listade i Catalogue of Life.